# Barry (perro)
Barry der Menschenretter (1800–1814), conocido simplemente como Barry, fue un perro de una raza más adelante conocida como el San Bernardo que trabajó como perro de rescate montañés en Suiza para el Gran Hospicio de San Bernardo. Barry antedata al San Bernardo moderno, y era más pequeño que la raza moderna. Ha sido descrito como el San Bernardo más famoso, ya que se le acredita haber salvado más de 40 vidas durante sus 14 años de vida.
La leyenda sobre el perro es que murió mientras intentaba realizar un rescate; no obstante, esto no es cierto. Barry se retiró en Berna, Suiza, y luego de su muerte su cuerpo fue entregado para ser cuidado por el Museo de Historia Natural de Berna. Su piel fue preservada a través de taxidermia, aunque su cráneo fue modificado en 1923 para que se parezca a los San Bernardo de la época. Su historia y nombre han sido utilizados en obras literarias, y existe un monumento en su honor en el Cimetière des Chiens cerca de París. En el hospital un perro siempre ha sido llamado Barry en su honor y desde 2004 la Fundación Barry du Grand Saint Bernard ha sido establecida para hacerse cargo de la responsabilidad de la cría de perros del hospicio.

## Historia

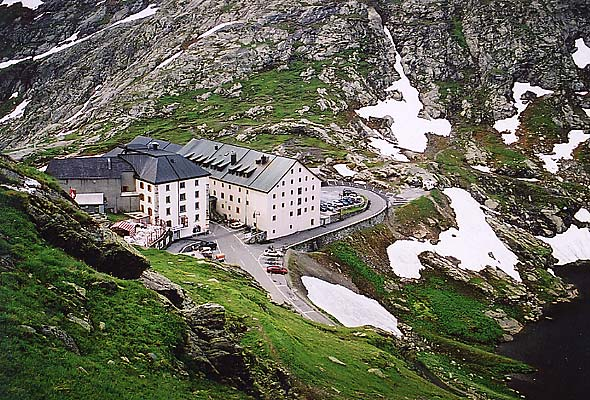
El Gran Hospicio de San Bernardo

La primera mención de un perro en los archivos del Gran Hospicio de San Bernardo fue en 1707 que simplemente decía "Un perro fue enterrado por nosotros". Se cree que los perros fueron introducidos al monasterio como perros guardianes en algún momento entre 1660 y 1670. Cráneos de la colección del Museo de Historia Natural de Berna muestran que por lo menos dos tipos de perros vivieron en el hospicio. Para 1800, el año en que Barry nació, se sabía que un tipo especial de perro era utilizado para trabajos de rescate en el paso de montaña. Esta variedad general era conocida como Küherhund, o perro de ganado.
Las medidas de su cuerpo preservado muestran que Barry era más pequeño que los San Bernardos modernos, con un peso entre 40 y 45 kilogramos, mientras que los San Bernardos modernos pesan entre 65  y 85 kg. Su altura en estado preservado es de aproximadamente 64 centímetros, pero mientras Barry estaba vivo su altura debió ser algo menor.
Durante su carrera, a Barry se le acreditó con salvar las vidas de más de cuarenta personas, aunque este número ha variado algunas veces con el paso de los años. El rescate más famoso de Barry fue el de un joven muchacho. Encontró al niño durmiendo en una caverna de hielo. Después 
de calentar al cuerpo del niño lo suficiente lamiéndolo, movió al muchacho sobre su lomo y llevó al niño de vuelta al hospicio. El niño sobrevivió y fue regresado a sus padres, aunque algunas fuentes indican que su madre murió en la avalancha que había atrapado al niño. El Museo de Historia Natural de Berna disputa esta leyenda, atribuida a Peter Scheitlin, un psicólogo de animales.

El mejor perro, el mejor animal es Barry. Solías dejar el convento con una canasta colgada sobre tu cuello, hacia la tormenta, bajo la más traicionera nieve. Todos los días examinaba la montaña en búsqueda de desafortunados que haya quedado atrapados bajo las avalanchas. Los desenterrabas y los devolvías a la vida por tu propia cuenta, y cuando no podías, regresabas al convento pidiendo ayuda a los monjes. Resucitabas personas. Tu dulzura era muy fácil de comunicar, tanto que el niño que desenterraste no tuvo ningún miedo de dejarte traerlo al hospicio agarrado de tu espalda.
Peter Scheitlin, Complete Study on Animal Instinct

### Muerte
Según una placa en un monumento en el cementerio de mascotas Cimetière des Chiens, la cual dice "Il sauva la vie à 40 personnes. Il fut tué par le 41ème", Barry salvó la vida de cuarenta personas, pero murió tratando de salvar a la número cuarenta y uno. La historia cuenta que un soldado suizo estaba perdido en las montañas. Barry estaba buscando por el soldado y había encontrado su olor después de 48 horas y finalmente se detuvo ante un banco de hielo grande. Cavó hasta encontrar al soldado, y luego lo lamió como estaba entrenado. Al despertarse asustado, el soldado suizo confundió a Barry con un lobo y lo hirió fatalmente con su bayoneta. En su libro de 1906, The Dog Book, James Watson atribuyó el rumor a su colega escritor Idstone, también conocido como el Reverendo Thomas Pearce.
Sin embargo, la leyenda sobre su muerte no es cierta. Después de doce años de servicio en el monasterio, Barry fue llevado por un monje a Berna, Suiza, para que pueda vivir el resto de su vida. Murió a sus 14 años. Su cuerpo fue entregado al Museo de Historia Natural de Berna.  Se preparó una exhibición especial en su honor en el museo para conmemorar su 200.º aniversario.

## Legado

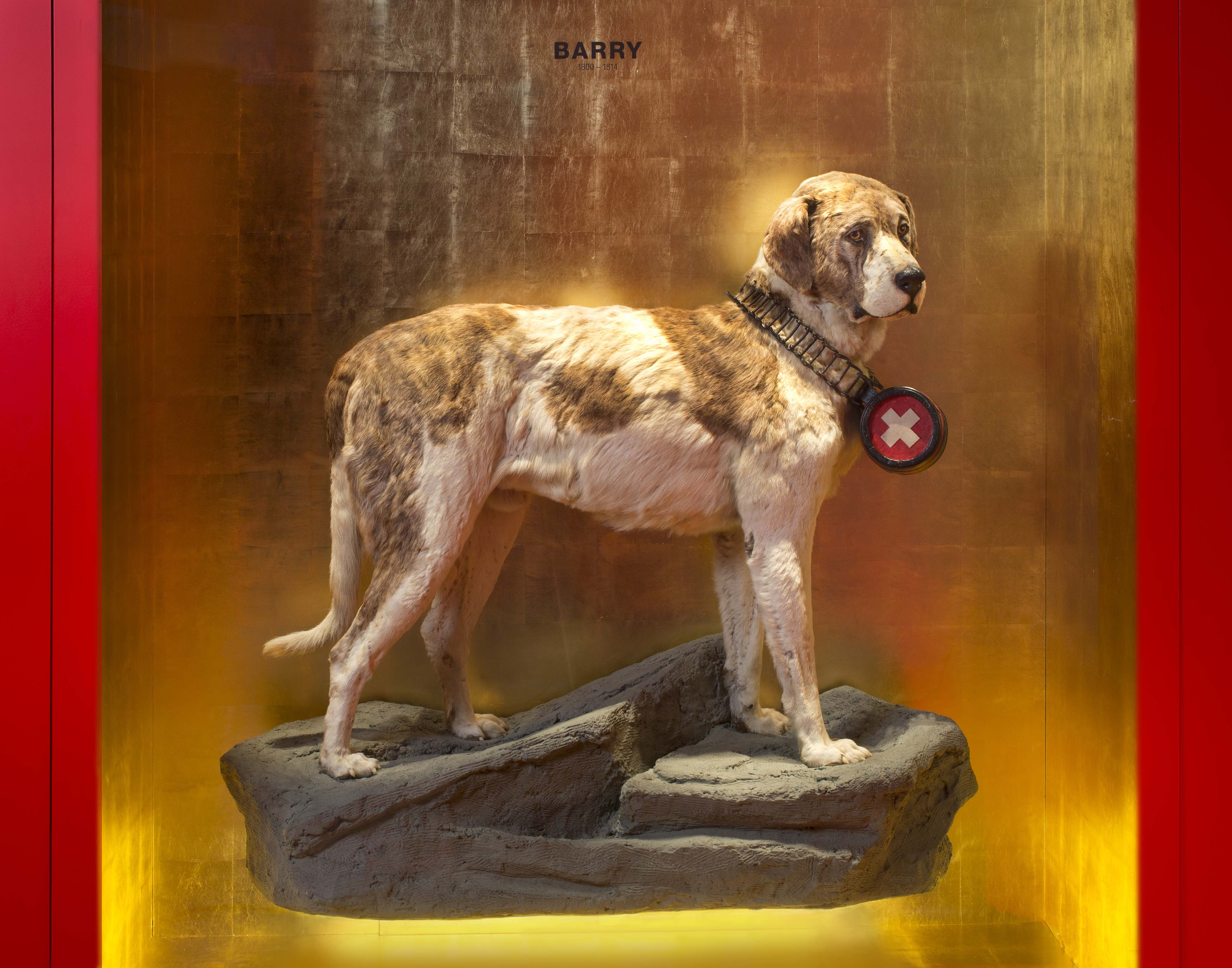
El cuerpo preservado de Barry actualmente siendo exhibido en el Museo de Historia Natural de Berna.

El Hospicio siempre ha tenido un San Bernardo llamado Barry en honor al original. Cuando Barry estaba vivo, la raza no tenía un nombre específico. Para 1820, seis años después de su muerte, Barry fue llamado específicamente como un Mastín Alpino, aunque también había una raza llamada Spaniel Aplino de la que se tiene registro en esos años. Los ingleses llamaron a la raza "perros sagrados", mientras que la Kinología Alemana propuso el nombre de "Alpendog" en 1828. Luego de su muerte hasta 1860, toda la camada fue llamada "Sabuesos Barry" en el Cantón de Berna en honor a Barry. No fue sino hasta 1865 cuando el término San Bernardo fue utilizado por primera vez para la raza. El San Bernardo ha sido reconocido desde 1880 por el Kennel Club de Suiza.

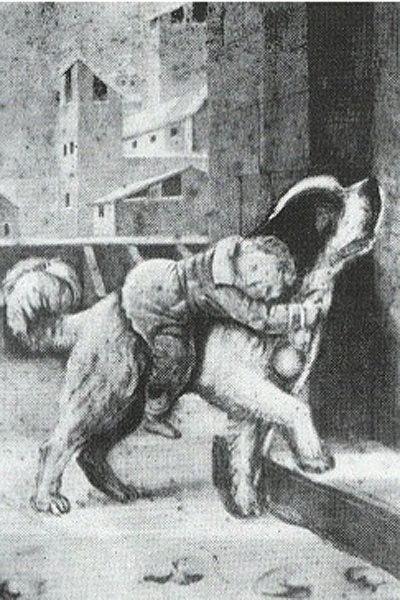
Dibujo de Barry con un niño pequeño.

Barry es descrito como el San Bernardo más famoso por el Museo de Historia Natural de Berna. Luego de su muerte, su piel fue conservada por un taxidermista para el museo, mientras que el resto de su cuerpo fue enterrado. Originalmente se le dio una pose más humilde y tímida, ya que el taxidermista pensó que serviría como un recordatorio de servicio para las generaciones futuras. En 1923, su cuerpo fue renovado por Georg Ruprecht ya que su pelaje se había vuelto quebradizo y roto en más de 20 pedazos. Durante la restauración su cuerpo fue cambiado de pose y la forma de su cráneo modificada para que sea igual a la de los San Bernardos de la época en un acuerdo entre Ruprecht y el director del museo. La forma original de su cabeza era algo plana, y la modificación resultó en una cabeza más grande y una trompa más pronunciada. Se añadió un barril que colgaba de su collar, luego de la popularización del mito que los perros del monasterio utilizaban estos barriles durante los rescates por parte de Edwin Landseer en su obra Alpine Mastiffs Reanimating a Distressed Traveller. El barril fue quitado en 1978 por parte del Profesor Walter Huber, el director del museo, aunque desde ese entonces ha sido reemplazado nuevamente. En la entrada opuesta al Cimetière des Chiens en París hay un monumento a Barry.
El poema de Samuel Rogers El Gran San Bernarndo es conocido en ocasiones como Barry, El Gran San Bernardo. Henry Bordeaux elogió el trabajo de Barry en su novela de 1911 La Neige sur les pas. Walt Disney Productions hizo una película para televisión titulada Barry of the Great St. Bernard en 1977, y la historia de Barry ha sido incluida en numerosos libros para niños como Barry: El San Bernardo más valiente publicado por Random House Books for Young Readers.
Hasta septiembre de 2004, 18 perros todavía pertenecían al hospicio. La Fundación Barry du Grand Saint Bernard fue creada para abrir perrerras en Martigny, una aldea un poco más abajo del paso, para hacerse cargo de la cría de cachorros de San Bernardo. Cada año nacen unos 20 cachorros en la fundación. En 2009, el Museo del Perro San Bernardo fue inaugurado en la fundación en Martigny, y para conmemorar la ocasión, los restos de Barry fueron prestados del museo en Berna. Cada verano la fundación lleva a los perros al paso de montaña cuando está abierto al hospicio, más que todo para los turistas, ya que los trabajos de rescate hoy en día son llevados a cabo por helicóptero.

### Generales
- Hustace Walker, John (2000). Saint Bernards: Everything About Purchase, Care, Nutrition, Breeding, Behavior and Training (en inglés). Barron's Educational Series. ISBN 978-0-7641-0288-2.
- Fleischli, Joseph H. (2006). The Saint Bernard (en inglés). Read Books. ISBN 978-1-84664-094-0.